# Juan Benlloch y Vivó
Juan Benlloch y Vivó, španski rimskokatoliški duhovnik, škof in kardinal, * 29. december 1864, Valencia, † 14. februar 1926.

## Življenjepis
25. februarja 1888 je prejel duhovniško posvečenje.
16. decembra 1901 je postal apostolski administrator Solsone in bil imenovan za naslovnega škofa Hermopolis Maiora. 2. februarja 1902 je prejel škofovsko posvečenje.
6. decembra 1906 je bil imenovan za škofa Urgella in 7. januarja 1919 za nadškofa Burgosa.
7. marca 1921 je bil povzdignjen v kardinala in imenovan za kardinal-duhovnika S. Maria in Ara Coeli.